# SC Cambuur Leeuwarden
L'Sportclub Cambuur Cambuur Leeuwarden o simplement SC Cambuur és un club de futbol neerlandès de la ciutat de Ljouwert, a Frísia.

## Història

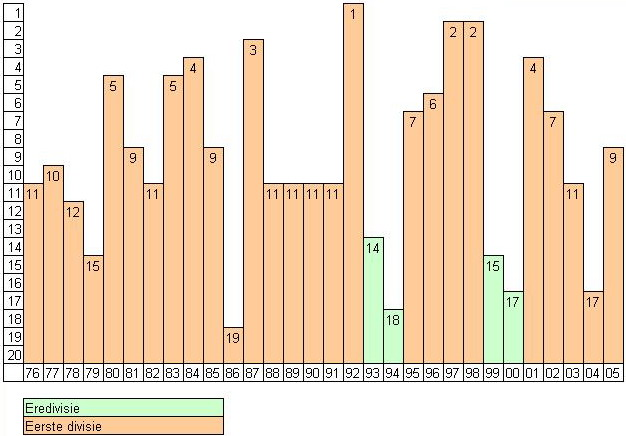
Gràfica SC Cambuur 1976-2005.

El Cambuur va ser fundat a la capital de Frísia, Ljouwert, el 19 de juny de 1964. Jugava al Cambuur Stadion, amb capacitat per a 10.000 espectadors, fins a l'any 2024. Aquest any inaugurà l'Estadi Kooi amb capacitat per a 15.000 espectadors. Els seus colors són el groc i el blau. La seva principal rivalitat és amb l'SC Heerenveen.

## Palmarès
Eerste Divisie:
- Campió: 1991–92, 2012–13, 2020–21
- Segon: 1996–97, 1997–98, 2009–10

Tweede Divisie:
- Campió: 1956–57, 1964–65

## Jugadors històrics destacats
- Willem van der Ark
- Frank Berghuis
- Gregg Berhalter
- Foeke Booy
- Jan Bruin
- Dirk Jan Derksen
- Johan Derksen
- Marinus Dijkhuizen
- Jack de Gier
- Stefan Jansen
- Andy King
- Michael Mols
- Robin Nelisse
- Fred Grim
- Jerry Haatrecht
- Winston Haatrecht
- Nico Jan Hoogma
- Bert Konterman
- Harry van der Laan
- Bernard Schuiteman
- Jaap Stam
- Erik Tammer
- Gus Uhlenbeek

## Entrenadors destacats
- Nol de Ruiter (1976-1980)
- Henk de Jonge (1980-1983)
- Theo Verlangen (1983-1985)
- Fritz Korbach (1985-1988)
- Sandor Popovic (1988-1990)
- Rob Baan (1990-1992)
- Theo de Jong (1992-1993)
- Fritz Korbach (1993-1995)
- Han Berger (1995-1998)
- Gert Kruys (1998-2002)
- Rob McDonald (2002-2003)
- Dick de Boer (2003-2004)
- Jan Schulting (2005)
- Roy Wesseling (2005-2007)